# Rainer Bonhof
Rainer Bonhof, född 29 mars 1952 i Emmerich, är en tysk fotbollsspelare och fotbollstränare.
Rainer Bonhof slog igenom i Borussia Mönchengladbach och sitt genombrott i landslaget under VM i Västtyskland 1974. Rainer Bonhof var fram till tonåren nederländsk medborgare men som uppvuxen i Västtyskland bytte han till tyskt pass. Bonhof var även med vid VM 1978 men varken han eller laget som helhet lyckades leva upp till de höga förväntningarna. De sista åren av den aktiva karriären kantades av skador. Efter den aktiva karriären har Bonhof verkat som tränare, ofta tillsammans med sin gamla lagkamrat Berti Vogts.

## Meriter
- VM i fotboll: 1974, 1978
  - VM-guld 1974
- EM i fotboll: 1976, 1980
  - EM-silver 1976